# Ciochina
Ciochina é uma comuna romena localizada no distrito de Ialomiţa, na região de Muntênia. A comuna possui uma área de 95.87 km² e sua população era de 3390 habitantes segundo o censo de 2007.